# Bacchisa sumatrensis
Bacchisa sumatrensis là một loài bọ cánh cứng trong họ Cerambycidae.